# حادثة عصبة الدم

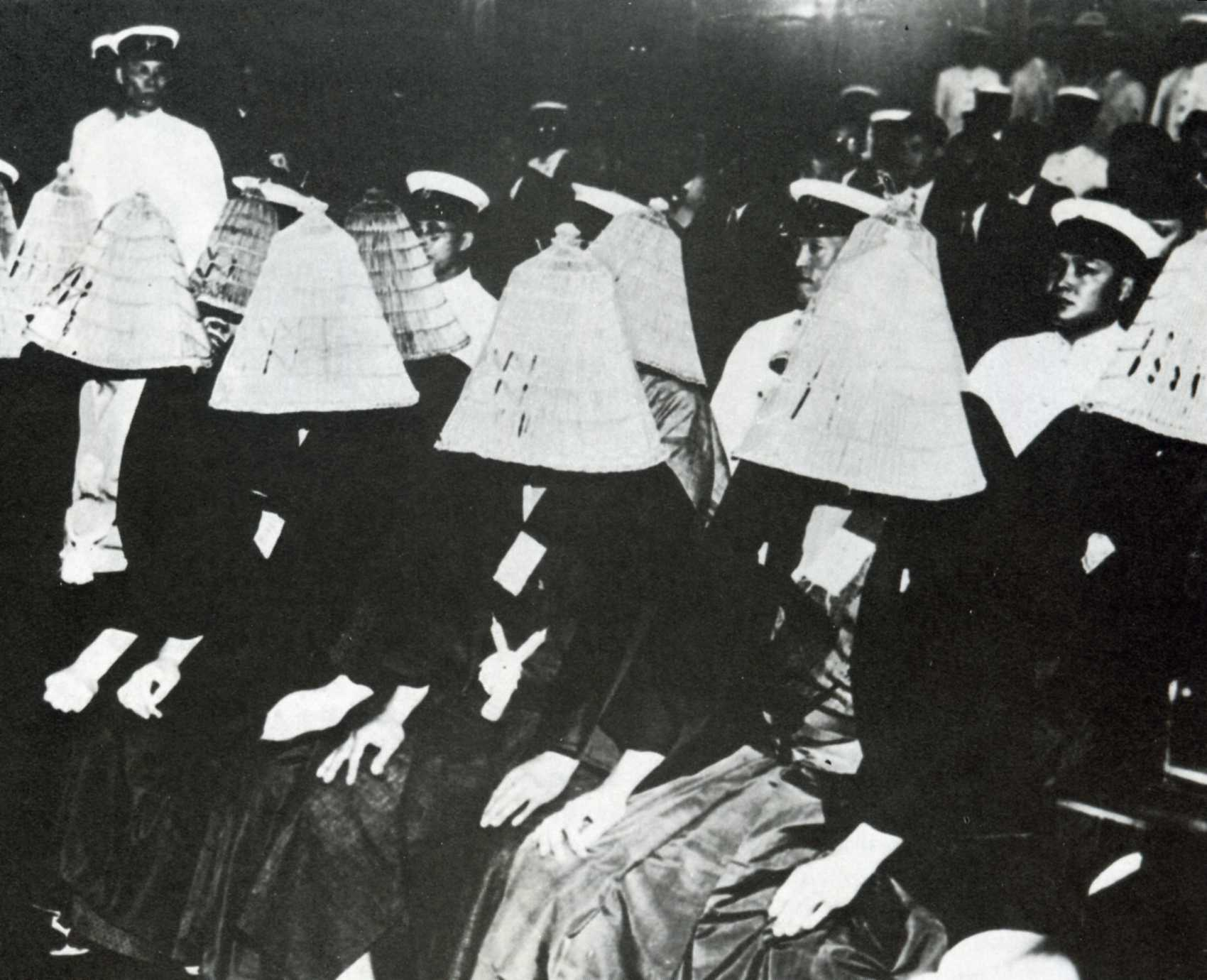
المتهمون في عصبة الدم ينتظرون المحاكمة

كانت حادثة عصبة الدم (بالكانجي: 血盟団事件) مؤامرة اغتيال في عام 1932 في اليابان حيث استهدف المتطرفون رجال أعمال أثرياء وسياسيين ليبراليين. اختارت المجموعة عشرين ضحية لكنها نجحت في قتل اثنين فقط: وزير المالية السابق ورئيس حزب ريكين مينسيتو السياسي، جونوسوكي إينوي، والمدير العام لشركة ميتسوي القابضة، دان تاكوما.
أدى القبض على القتلة إلى اكتشاف وجود جماعة مدنية قومية متطرفة يقودها الواعظ البوذي المزعوم نيشو إينوي.

## خلفية
ولد نيشو باسم إينوي شيرو عام 1886 في محافظة غونما، وقضى شبابه متجولاً ومغامراً، وانتهى به الأمر في شمال وشمال شرق الصين لجمع المعلومات للجيش الياباني. بعد سلسلة من التجارب الصوفية في عامي 1923 و1924، أصبح إينوي مقتنعًا بأن اليابان بحاجة إلى نهضة روحية وأنه مدعو ليكون مخلصها. أنشأ مدرسة في محافظة إيباراكي لتعزيز الزراعة والإصلاح الاجتماعي، والتي تطورت تدريجياً إلى مركز تدريب للمتطرفين اليمينيين. وتبنى اسم نيشو ("المدعو من الشمس") إلى جانب الأفكار والرموز المستمدة من بوذية نيشيرين. 
بعد حادثة أكتوبر، وهي محاولة انقلاب فاشلة قام بها ضباط الجيش اليمينيون من جمعية ساكوراكاي القومية السرية في عام 1931، أصبح إينوي مقتنعًا بأن الإصلاح الوطني لا يمكن تحقيقه إلا من خلال المواجهة العنيفة مع ما رآه قوى الشر: السياسيين الليبراليين المؤيدين للغرب ومصالح شركات زايباتسو التجارية. ابتكر شعار " إيشينين إيساتسو" ("شخص واحد، قتل واحد") وأعد قائمة بعشرين سياسيًا وقائدًا تجاريًا سيكون اغتيالهم الخطوة الأولى نحو استعادة السلطة السياسية العليا للإمبراطور، وهو الهدف المعروف باسم "استعراش شووا".
وقد تواصلت مجموعة إينوي الأصلية مع مجموعة من الضباط المتطرفين في البحرية الإمبراطورية اليابانية، الذين اعترضوا بشدة على قبول اليابان لمعاهدة واشنطن البحرية لعام 1922، ومجموعة من طلاب الجامعات اليمينيين من طوكيو. قام إينوي بتوزيع مسدسات براوننغ الأوتوماتيكية على أتباعه، ومع ذلك، لم يتمكن سوى اثنين منهم من تنفيذ مهامهم بالفعل.

## الاغتيالات
في 9 فبراير/شباط 1932، أطلق شو أونوما النار على جونوسوكي إينوي أثناء خروجه من سيارته في مدرسة كوماموتو الابتدائية في طوكيو، حيث كان من المقرر أن يلقي خطابًا سياسيًا. في 5 مارس 1932، انتظر جورو هيشينوما خارج مدخل بنك ميتسوي في نيهونباشي، طوكيو، حاملاً صورة تاكوما دان في جيبه. وعندما وصل دان، أطلق عليه النار وأرداه قتيلاً على الفور. تم القبض على القاتلين على الفور. في 11 مارس 1932، سلم إينوي نفسه إلى إدارة شرطة العاصمة طوكيو. وبعد شهرين، في حادثة 15 مايو/أيار عام 1932، قام ضباط البحرية اليابانية، بما في ذلك بعض المرتبطين بعصبة الدم، باغتيال رئيس الوزراء إينوكاي تسويوشي.

## العواقب
إن عبارة "عصبة الدم" هي في الواقع تسمية خاطئة إلى حد ما. وقد أشار هذا المصطلح إلى قسم الولاء الذي أقسمه عدد قليل من المتآمرين، ولكن لا يوجد دليل على أنه كان "قسم دم" بالمعنى الفني. ومع ذلك، ظهر المصطلح في الصحافة الشعبية أثناء محاكمة المجموعة واعتمد من قبل المدعي العام الرئيسي.
من الناحية التاريخية، نشأت العواقب الأكثر أهمية لحادثة رابطة الدم من المحاكمة، التي أعطت إينوي والمتهمين معه منصة لبث آرائهم القومية المتطرفة. وأصبح العديد من أفراد الشعب الياباني متعاطفين مع أهداف المتآمرين، إن لم يكن مع أساليبهم. وبعد المحاكمة أصبح من الصعب على المحاكم التعامل بقسوة مع الإرهابيين الذين زعموا أنهم يعملون لصالح الإمبراطور. وبمعنى أكثر عمومية، ساهمت المحاكمة وما تلاها في تآكل سيادة القانون في اليابان في ثلاثينيات القرن العشرين.
حُكم على إينوي بالسجن مدى الحياة في عام 1934، وأُطلق سراحه بموجب عفو عام في عام 1940، وتوفي في عام 1967. ألهمت هذه الحادثة القصة الرئيسية لرواية الخيول الهاربة ليوكيو ميشيما.

## تحقيق ما بعد الحرب
في ديسمبر 1945، وفي أعقاب هزيمة اليابان في الحرب العالمية الثانية، طلب القائد الأعلى لقوات الحلفاء من الحكومة اليابانية تسليم سجلات الشرطة وسجلات المحاكمات وغيرها من المواد المتعلقة بالحوادث التي وقعت بين عامي 1932 و1940 والتي تم تصنيفها على أنها إرهاب، بما في ذلك حادثة عصبة الدم.